# Mörkbårdad klarvingesvävfluga
Mörkbårdad klarvingesvävfluga (Villa fasciata) är en tvåvingeart som först beskrevs av Johann Wilhelm Meigen 1804.  Mörkbårdad klarvingesvävfluga ingår i släktet Villa och familjen svävflugor. Enligt den svenska rödlistan är arten nationellt utdöd i Sverige. . Arten har tidigare förekommit i Götaland men är numera lokalt utdöd. Artens livsmiljö är havsstränder. Inga underarter finns listade i Catalogue of Life.